# Absalon (1128-1201)
Pour les articles homonymes, voir Absalon.
Absalon ou Axel (1128-21 mars 1201) fut un ecclésiastique et homme d'État danois.
On le considère comme le père de la ville de Copenhague.

## Biographie
Second fils du magnat Asser Rig, né en Seeland, il fut évêque de Roskilde de 1158 à 1191, puis à la suite d'Eskil, archevêque de Lund de 1177 à 1201, primat du Danemark, ministre de Valdemar Ier avec qui il avait été élevé et de son fils Knut VI, il restaura Dantzick et agrandit Copenhague.
Prélat guerrier, il délivra le Danemark des incursions des pirates Wendes qui infestaient la Baltique et vainquit en 1184 le duc de Poméranie Bogusław Ier. Soucieux d'affirmer la primauté de la jeune royauté danoise sur les clans qui dirigeait alors le pays, il commanda à un des clercs à son service, Saxo futur "Grammaticus" la rédaction d'une histoire mettant en lumière la lignée royale et l'unicité du royaume danois, la Gesta danorum.

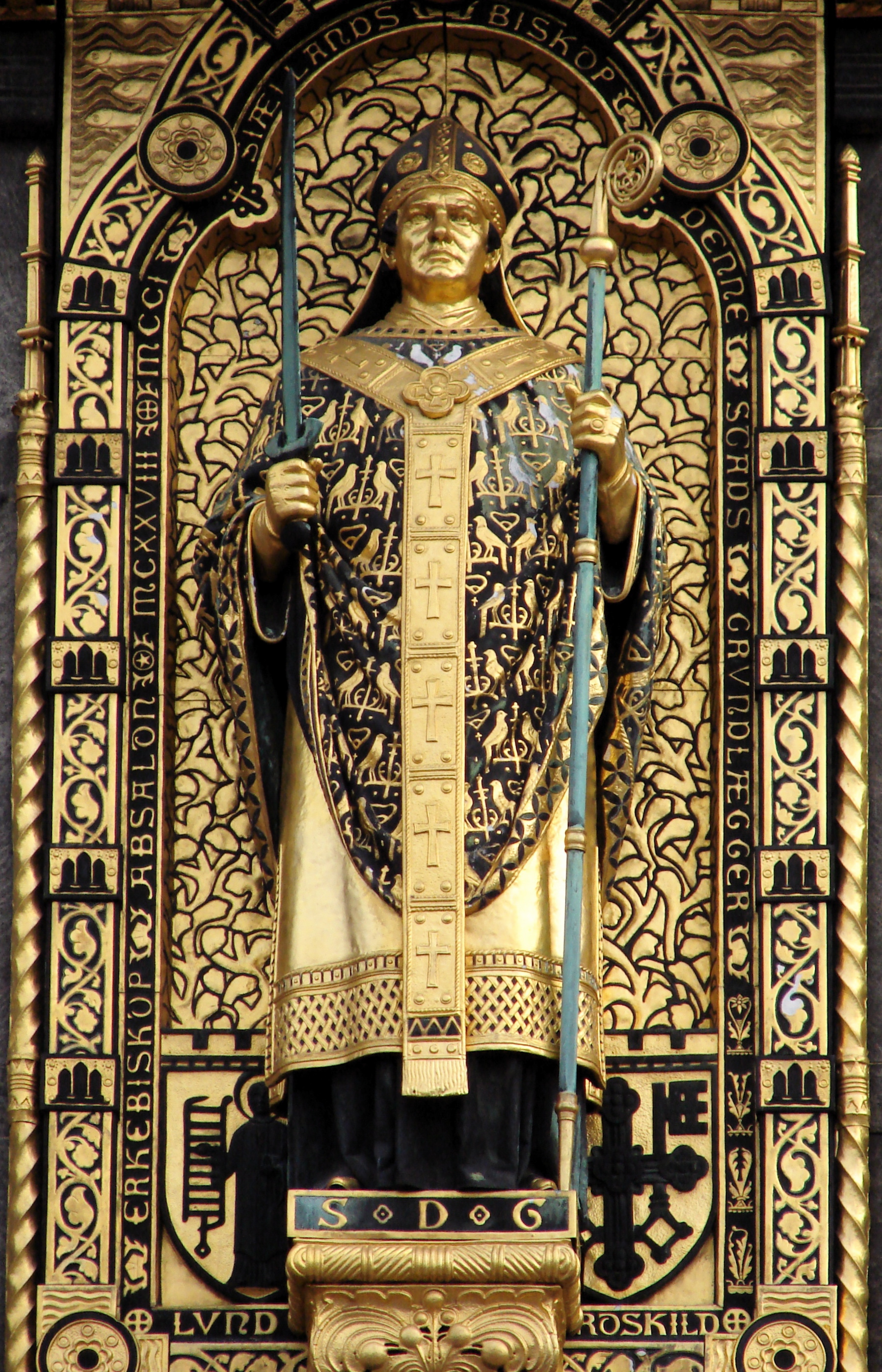
Absalon sur la façade de l'hôtel de ville de Copenhague.

Il est, selon Saxo Grammaticus, à l’origine de la création de la citadelle de Hafnia, future Copenhague. Il prit la relève de l'évêque Eskil de Lund pour diriger l'abbaye d'Esrum ainsi que l'abbaye de Sorø. Presque septuagénaire, Absalon commence à se décharger de ses nombreux offices et favorise les fils de son cousin germain Sune Ebbesen : Peder Sunesen qui comme Absalon avait fait ses études à Paris et qui dès son retour était devenu chanoine à Lund reçoit en 1191 l'évêché de Roskilde qu'Absalon cumulait, en dehors de toute règle canonique avec son archevêché. Anders Sunesen qui lui aussi avait étudié la théologie à Paris puis le droit en Italie devient chancelier du roi.
Il installe également en 1191 son parent Peder Vognsen comme évêque d'Arhus et fait de deux de ses fidèles chanoines des évêques en 1186 Jens Jansens († 23 avril vers 1202) à Odense et Nicolas à Schleswig en 1192.
Anders Sunesen, soutenu par le pape Innocent III, succède à Absalon en 1201 sur le siège de Lund. Il est à l'origine de la conquête de l’île d’Ösel, en mer Baltique, encore occupée par des païens.